# Geostachys taipingensis
Geostachys taipingensis är en enhjärtbladig växtart som beskrevs av Richard Eric Holttum. Geostachys taipingensis ingår i släktet Geostachys och familjen Zingiberaceae. Inga underarter finns listade i Catalogue of Life.